# 鲁丙氏
鲁丙氏（?—?），又作曹邴氏，是中國汉朝初年大工商主，鲁国人，邴姓。
鲁丙氏以冶铁致富，又在全国各地经营贩卖货物贸易和高利贷业务，家产巨万。